# Vladimir Voronin
Vladimir Nicolae Voronin (en rus Владимир Николаевич Воронин, Vladímir Nikoláyevich Voronin) (Corjova (Moldàvia), 25 de maig de 1941) és un polític moldau, president del país entre el 7 d'abril de 2001 i l'11 de setembre de 2009 Membre del Partit dels Comunistes de la República de Moldàvia, la seva política és procliu a Rússia, fins al punt que durant el seu mandat es va tornar a incloure l'ensenyament del rus com a matèria obligatòria a les escoles del país. També és conegut per les seves declaracions en contra de Romania. Tot i aquesta política pro-Moscou, durant el seu mandat expressà l'interès que Moldàvia formés part de la Unió Europea.

## President de Moldàvia
Fou escollit president del país el 7 d'abril.
Vasile Tarlev va dimitir com a Primer ministre de Moldàvia el 31 de març de 2008 per la situació econòmica del país i va nomenar Zinaida Greceanîi en el seu lloc.

### Esdeveniments de 2009 i renúncia
Després d'esgotar els dos mandats que permetia la constitució, a les eleccions parlamentàries del 5 d'abril de 2009, Voronin i el seu Partit dels Comunistes aconseguiren el 49,48% dels vots i obtingueren 60 escons, un menys dels necessaris per escollir un nou President. Per aquest motiu, i donada la impossibilitat d'escollir un candidat alternatiu, Voronin fou designat President del Parlament per tal que retingués la presidència del país de forma interina mentre es negociava el suport necessari per trobar un nou candidat.
La reacció dels opositors davant dels resultats electorals i les acusacions de frau van fer impossible qualsevol tipus de negociació i portaren a manifestacions i greus disturbis als carrers de tot el país. Finalment, es va dissoldre el Parlament i es convocaren noves eleccions, que tingueren lloc el 29 de juliol.
En aquests nous comicis, el Partit dels Comunistes aconseguí un 44,69% dels vots i 48 escons, perdent així la majoria davant de la coalició dels partits opositors. Tot i així, aquesta coalició tampoc aconseguí el suport necessari per designar un nou president, fet que va permetre a Voronin continuar sent, de forma interina, cap de l'Estat moldau. La manca de suport i el clima d'incertesa política van fer però, que el 2 de setembre presentés la seva renúncia com a president del Parlament. Un dels líders de l'oposició, Mihai Ghimpu, fou designat per a aquest càrrec i ocupà la presidència del país de forma interina fins a les eleccions de 2010.